# Biblioteca Municipal Joaquim Manuel de Macedo
A Biblioteca Municipal Joaquim Manuel de Macedo é uma biblioteca localizada na cidade de Itaboraí, no Estado do Rio de Janeiro, no Brasil. Foi fundada por Joaquim Manuel de Macedo, em 1873, sendo, atualmente, a principal biblioteca da cidade. Possui uma coleção de livros raros, incluindo 30 volumes doados por Joaquim Manuel de Macedo aquando da fundação, em 1873.

## Criação

### A Sociedade
Em 7 de setembro de 1873, foi fundada a Sociedade da Biblioteca Popular Itaborahyense, sociedade fundada por Joaquim Manuel de Macedo para levar a leitura para toda a população de Itaboraí e região. Em 8 de dezembro de 1873, o seu acervo começava a tomar corpo. Seu funcionamento inicial se deu em salas de Câmara e Cadeia, atual prédio histórico da Câmara, em pleno Largo da Matriz(nome dado por causa da Paróquia São João Batista), atual Praça Marechal Floriano Peixoto.
Os recursos para uma sede e instalações adequadas foram obtidos com a Exposição Municipal de Itaboraí, a primeira do gênero realizada no Império do Brasil.

### A Biblioteca
A Biblioteca Popular foi aberta ao público em 1º de Janeiro de 1874, funcionando numa casa provisória. Teve como primeiro bibliotecário Francisco Joaquim Gomes.
Por volta de 1880, a Biblioteca foi reinstalada em uma casa nas imediações da Igreja Matriz de São João Batista. Porém, por ser mantida por uma Sociedade de amigos beneméritos com o apoio do Poder Público Municipal, teve seu endereço alterado várias vezes. Em homenagem ao referido literato itaboraiense, em 21 de março de 1939, a biblioteca foi denominada Biblioteca Municipal Joaquim Manuel de Macedo.

#### Eventos da Biblioteca
Desde 1988, a biblioteca realiza eventos como lançamentos de livros, Simpósio de Arte e Educação, cursos, exposições, encontro com escritores e também realizou a criação de Escola de Artes e Ofícios de Itaboraí.

## Localização
Desde 2010, a biblioteca está situada na Praça Marechal Floriano Peixoto, Nº 39.